# Los Sims 3: Movida en la Facultad
Los Sims 3: Movida en la Facultad (Nombre original, The Sims 3: University Life) será la novena expansión de Los Sims 3. Reintroducirá contenido de Los Sims 2: Universitarios, Comparten piso, Y las cuatro estaciones, Noctámbulos y Los Sims: House Party . Al finalizar un chat de Maxis se le hizo una referencia y el 10 de septiembre de 2012 fue catalogada en Origin Rusia.
El 29 de noviembre de 2012 se filtró "accidentalmente" el logo en un evento presentando los nuevos juegos de EA en España. Su lanzamiento oficial es en Estados Unidos el 5 de marzo de 2013 y en Europa el 7 de marzo de 2013.

## Descripción Oficial
Matricularse en la universidad abre nuevas oportunidades, desde contactos sociales a crecimiento profesional. Tu Sim tendrá a su disposición nuevas formas de aprender, como actividades escolares y objetos específicos de cada materia. La vida universitaria no es solo hincar codos; únete a una protesta, flirtea en una fiesta de la hoguera... ¡Hay mucho que aprender fuera de la Universidad! ¡Con nuevos enclaves por explorar, como la bolera y la hamburguesería SimBurger, y nuevas actividades por disfrutar, como el zumo-pong y la creación de murales, la experiencia académica de tus Sims será memorable.

### Características
• Alcanza la excelencia académica. Aprender es más divertido que nunca con nuevos objetos para cada especialidad. ¡Con ellos, podrás retransmitir tu propio programa de radio como estudiante de Comunicación, o montar tu esqueleto de anatomía como estudiante de Ciencia! Además, tus Sims podrán aprender fuera de las aulas participando en actividades extraescolares, conferencias en el centro de estudiantes y actividades sociales.
• ¡Prepárate para la fiesta! Los libros de texto y los grupos de estudio son fundamentales en la vida universitaria,  ¡pero a veces los Sims tienen que salir de fiesta y disfrutar! Desde organizar fiestas de la hoguera junto al lago a beber boca abajo en las fiestas de tu hermandad; ¡hay muchas formas de pasarlo en grande en la universidad!
• Haz contactos y relaciónate. Hay tres grupos sociales en el campus: los empollones, los rebeldes y los deportistas. Socializar con miembros de cada uno de ellos ofrece ventajas únicas, como conseguir el trabajo de tus sueños o conseguir un rasgo de personalidad.
• ¡Muestra tu lado más salvaje! Los Sims pueden expresarse asistiendo a protestas u organizándolas, creando murales y grafitis e incluso haciendo trampas en los exámenes.
• Tus actos tienen consecuencias. Como en la vida real, las decisiones que tomen tus Sims en el plano académico y social determinarán su destino.
• ¡Cosecha los frutos de tus estudios incluso tras la universidad! Alcanza la cima profesional con ascensos más rápidos y un nivel de inicio superior para aquellos con título universitario. ¡Además, si tus Sims se hacen legendarios dentro de su grupo social, pueden llegar a conseguir su trabajo soñado como tasadores de arte, mánager de deportes o desarrolladores de videojuegos!
• Explora el campus y la ciudad. Tienes a tu disposición una ciudad y un campus totalmente nuevos y llenos de sitios por explorar: deslumbra a todos en la bolera, flirtea con el personal de la cafetería Tazas Cafeínicas y echa un ojo a los cómics de Kómics Keith.

## Ediciones

### Características de la Edición limitada
Reserva la edición limitada de Los Sims 3 Movida en la Facultad para hacerte con la estatua "Partaeus Maximus", que permitirá a tus Sims dar las fiestas más memorables. Con ella, en cualquier tipo de evento que organicen tus Sims, ya sean brutales fiestas de la toga, fiestas de disfraces o eventos formarles, los invitados recibirán una mejora de humor y un atuendo para amoldarse a la temática de la fiesta en cuestión.
Nuevas prendas y accesorios: ¡Consigue atuendos únicos! Las togas, las coronas de laureles y las máscaras ayudarán a tus Sims a vestirse como corresponde a cada ocasión. Anima a los invitados y elige tema. Haz que los invitados a las fiestas de tus Sims se queden con buen sabor de boca y elige tema: hay fiestas de la toga, de máscaras, formales, de bañadores ¡o incluso de pijamas! Expón con orgullo un icono del campus. La estatua "Partaeus Maximus " no es solo útil, ¡sino que, además, también es decorativa! Coloca esta imponente obra de arte en cualquier lugar del campus y disfruta del ambiente tradicional que evoca.